# Halo Legends
Pour les articles homonymes, voir Halo.
Pour plus de détails, voir Fiche technique et Distribution.
Halo Legends est une série de sept courts métrages animés issus de studios japonais. Adaptés de la franchise Halo, chaque OAV comporte sa propre histoire tel un complément au scenario du jeu vidéo. On retrouve des grands noms de l'animation japonaise tels que Shinji Aramaki, Mamoru Oshii, Hideki Futamura, Tomoki Kyōda et Yasushi Muraki. Ces courts métrages animés sont disponibles en DVD et Blu-ray par Warner Bros depuis le 16 février 2010 aux États-Unis et au Japon et le 17 février en Europe.

## Liste des épisodes
- Origines (Partie I et II) (Studio 4°C)

Histoire à propos de Cortana se déroulant après les évènements de Halo 3, alors que le Major est en état de cryogénie.
- Le Duel (Production I.G)

Les origines de l'Arbiter.
- Retour au Pays (Bee Train / Production I.G)

Gros plan sur la dernière mission d'une Spartan.
- L'Exception (Toei Animation)

Une aventure du Spartan 1337, qui est légèrement maladroit...
- Prototype (Studio Bones)

L'histoire d'un soldat d'élite appelé Fantôme.
- Babysitter (Studio 4°C)

Mission d'infiltration d'un escadron d'ODST et d'une Spartan.
- Le Paquet (Casio Entertainment)

Aventure de cinq Spartans devant récupérer un « paquet » dans une flotte Covenante.